# Robert P. Kerr
Robert P. Kerr (9 de octubre de 1892 – 5 de septiembre de 1960) fue un director, actor y guionista cinematográfico de nacionalidad estadounidense, activo en la época del cine mudo. Dirigió un total de 41 filmes entre 1917 y 1928.

## Biografía
Su nombre completo era Robert Perry Kerr, y nació en 
Burlington, Colorado.
En ocasiones acreditado con los nombres de Robert Kerr o Bob Kerr, falleció en 1960 en Porterville, California, a causa de un infarto agudo de miocardio.

## Filmografía

### Actor
- 1914 : Tillie's Punctured Romance, de Mack Sennett
- 1915 : Love, Loot and Crash, de Frank Griffin
- 1915 : A Janitor's Wife's Temptation, de Dell Henderson
- 1916 : His Bread and Butter, de Edward F. Cline
- 1923 : Pest of the Storm Country, de Jack White
- 1924 : His Sons-in-Law
- 1929 : They Had to See Paris, de Frank Borzage
- 1931 : The Spider, de Kenneth MacKenna y William Cameron Menzies
- 1933 : Island of Lost Souls, de Erle C. Kenton
- 1935 : Picture Snatcher, de Erle C. Kenton
- 1935 : Party Wire, de Erle C. Kenton
- 1935 : Life Begins at Forty, de George Marshall

### Director
- 1916 : Black Eyes and Blue
- 1917 : A Clever Dummy
- 1917 : A Royal Rogue
- 1917 : Dangers of a Bride
- 1917 : Hero for a Minute
- 1917 : When Hearts Collide
- 1918 : A Flyer in Folly
- 1918 : Her Movie Madness
- 1921 : The Pickaninny
- 1921 : Stop Kidding
- 1921 : Sweet By and By
- 1922 : Many Happy Returns
- 1922 : His First Job
- 1922 : Busy Bees
- 1922 : Step This Way
- 1923 : The Handy Man
- 1923 : Exit Caesar
- 1924 : His Sons-in-Law
- 1924 : Hit 'em Hard
- 1924 : Family Life
- 1924 : Keep Coming
- 1924 : Keep Going
- 1924 : Obey the Law
- 1925 : The Big Game Hunter
- 1925 : The Guest of Honor
- 1925 : The Wrestler
- 1925 : The Amateur Detective
- 1925 : Honeymoon, Ltd.
- 1925 : Control Yourself
- 1926 : 30 Below Zero
- 1926 : King Bozo
- 1926 : A Trip to Chinatown
- 1926 : The Complete Life
- 1926 : The Feud
- 1927 : Andy Nose His Onions
- 1927 : Tie That Bull
- 1927 : The Mild West
- 1927 : Swiss Movements
- 1927 : Society Architect
- 1927 : Meet the Folks
- 1927 : Ocean Blues
- 1927 : Greet the Wife
- 1927 : Dr. Quack
- 1928 : Fighting Fannie

### Ayudante de dirección
- 1916 : Bubbles of Trouble, de Edward F. Cline

### Guionista
- 1924 : His Sons-in-Law
- 1924 : Hit 'em Hard
- 1924 : Keep Coming
- 1924 : Keep Going
- 1924 : The Fight
- 1924 : Obey the Law